# آل مكسر (المحفد)

تعديل مصدري - تعديل

آل مكسر هي إحدى قرى عزلة المحفد بمديرية المحفد التابعة لمحافظة أبين، بلغ تعداد سكانها 191 نسمة حسب تعداد اليمن لعام 2004.